# Peter Carey
Peter Carey (Bacchus Marsh, 7 maggio 1943) è uno scrittore e sceneggiatore australiano, due volte vincitore del prestigioso Booker Prize.

## Biografia
Nato a Bacchus Marsh, un paese di quattromila abitanti nello stato di Victoria, ha studiato alla Geelong Grammar School dal 1954 al 1960.
Dopo un solo anno ha abbandonato gli studi di scienze alla Monash University di Melbourne e nel 1962, a diciannove anni, ha iniziato a lavorare nell'ambiente della pubblicità. Per i successivi tredici anni ha lavorato in diverse agenzie pubblicitarie a Melbourne, Londra e Sydney, dedicandosi alla scrittura la notte e nei weekend.
I suoi primi quattro romanzi sono stati rifiutati dagli editori e Carey è giunto alla pubblicazione nel 1974 con la raccolta di racconti The Fat Man in History. In seguito ha progressivamente ridotto il suo impegno nella pubblicità per dedicarsi alla scrittura.
Nel 1981 ha pubblicato il suo primo romanzo, Estasi (Bliss), a cui è seguito nel 1985 Illywhacker, che è stato inserito nella short list del Booker Prize, riconoscimento vinto poi nel 1988 con il successivo Oscar e Lucinda.
Nel 1990 Carey si è trasferito a New York, dove ha insegnato alla New York University e a Princeton. Nel 2003 è diventato direttore del programma di scrittura creativa dell'Hunter College della City University of New York.
Ha vinto una seconda volta il Booker Prize con La ballata di Ned Kelly (True History of the Kelly Gang) (2000), immaginaria autobiografia del celebre bandito australiano.

### Vita privata
Carey è stato sposato con Leigh Weetman dal 1964 al 1974. Nel 1985 ha sposato Alison Summers, da cui ha poi divorziato. Attualmente vive con l'editrice britannica Frances Coady.

## Opere

### Romanzi
- Estasi (Bliss, 1981) Frassinelli, 2003. ISBN 8876847227
- Illywhacker (1985)
- Oscar e Lucinda (Oscar and Lucinda, 1988) Longanesi, 1990. ISBN 8830409294
- L'ispettrice delle tasse (The Tax Inspector, 1991) Longanesi, 1993. ISBN 8830411507
- The Unusual Life of Tristan Smith (1994)
- Jack Maggs (1997) Frassinelli, 1999. ISBN 8876845828
- La ballata di Ned Kelly (True History of the Kelly Gang, 2000) Frassinelli, 2002. ISBN 8876846859
- Falso d'autore (My Life as a Fake, 2003) Frassinelli, 2005. ISBN 8876848002
- Furto: una storia d'amore (Theft: A Love Story, 2006) Feltrinelli, 2007. ISBN 9788807017162
- Piccolo fuorilegge (His Illegal Self, 2008) Feltrinelli, 2009. ISBN 9788807017797
- Parrot e Olivier in America (Parrot and Olivier in America, 2009) Feltrinelli, 2011. ISBN 9788807018718
- La chimica delle lacrime (The Chemistry of Tears, 2012) Bompiani, 2013
- Molto lontano da casa (A Long Way from Home, 2017) La Nave di Teseo, 2018. ISBN 9788893445139

#### Romanzi non pubblicati
- Contacts (scritto nel 1964–1965)
- Starts Here, Ends Here (1965–1967)
- Wog (1969)
- The Futility Machine (1966–67)
- Adventures on Board the Marie Celeste (1971)

### Libri per ragazzi
- Gran superslam (The Big Bazoohley) (1995) Mondadori, 1997. ISBN 8804426055

### Raccolte di racconti
- The Fat Man in History (1974)
- War Crimes (1979)
- Exotic Pleasures (1990)
- Collected Stories (1994)

### Saggistica
- A Letter to Our Son (1994)
- 30 Days in Sydney: A Wildly Distorted Account (2001)
- Letter From New York (2001)
- Manga, fast food & samurai: un Giappone tutto sbagliato (Wrong about Japan) (2005) Feltrinelli, 2006. ISBN 8871082079

## Filmografia

### Produttore
- The Kelly Gang (True History of the Kelly Gang), regia di Justin Kurzel (2019)

### Sceneggiatore
- Fino alla fine del mondo (Bis ans Ende der Welt), regia di Wim Wenders (1991)